# Ichthyophagen
Als Ichthyophagen (altgriechisch Ἰχθυοφάγοι Ichthyophagoi und lateinisch Ichthyophagi, „Fischesser“) wurden von Historikern der Antike Volksgruppen bzw. Völker bezeichnet, die auf primitive Weise lebten und sich von Fischen ernährten. Verschiedene von Ichthyophagen bewohnte Gebiete werden von Historikern und Geographen  wie Herodot, Pausanias, Arrian, Plinius und Strabon genannt, die meisten liegen an den Küsten des Roten Meeres und des arabischen Meeres. Der Brite Richard Francis Burton bestätigt in seinem Werk über das arabische Midian die Existenz solcher Ichthyophagen.

## Die Ichthyophagen von Makran

### Erwähnung
Die mit Abstand bekanntesten Vertreter dieser Völker sind die Menschen, die im 4. Jahrhundert v. Chr. an der Küste des arabischen Meeres in Makran siedelten. Admiral Nearchos, der im Auftrag Alexanders des Großen die Küste entlangfuhr, soll ihnen Arrian zufolge begegnet sein. Auch Plutarch, Quintus Curtius Rufus und Diodor erwähnen sie in ihren Alexanderbiographien. Die mit Abstand detaillierteste Beschreibung der Gestalt und Lebensweise dieser Menschen findet sich in der Indika des Arrian.
Es ist nicht bekannt, wo die Ichthyophagen herkamen oder mit welchen Völkern sie am nächsten verwandt waren. Ob Curtius Rufus’ Bezeichnung „am Meer wohnende Inder“ von ethnologischer Relevanz ist, darf bezweifelt werden.

### Siedlungsgebiet
Die Ichthyophagen besiedelten ein gewaltiges Gebiet an der Küste des persischen Golfes, das Plinius zufolge so lang gewesen sein soll, dass es dreißig Tage gedauert hat, an ihm entlang zu segeln. Arrian erwähnt, dass es etwa zehntausend Stadien lang war.
Das Land der Ichthyophagen war auf Meereshöhe und landeinwärts durch steile Felsenklippen begrenzt. Die Vegetation war spärlich, nur wenige Palmen, Dornbüsche und Tamarisken (Salzzedern) wuchsen hier. Wasser war kaum vorhanden.
An der Küste gab es eine starke Brandung, und das Wasser zog sich während der Ebbe weit zurück.

### Erscheinungsbild
Die Ichthyophagen sollen raue, ungepflegte und äußerst feindselige Menschen gewesen sein, die vollkommen abgeschottet an der Küste lebten und mit keinen anderen Völkern in Kontakt standen, geschweige denn irgendeine Form des Handels betrieben. Ihre Haare und Nägel sollen völlig ungeschnitten gewesen sein, und sie sollen sich in schäbigem Fell wilder Tiere gekleidet haben. Einem Händler des ersten Jahrhunderts zufolge sollen sie Arabisch gesprochen haben und Gürtel aus Palmenblättern getragen haben.

### Lebensweise
Der Name „Ichthyophagen“, zu Deutsch „Fischesser“, deutet bereits an, dass sich diese Menschen hauptsächlich von Fisch ernährten. Arrian zufolge waren jedoch die wenigsten von ihnen tatsächlich Fischer, da nur sehr wenige über taugliche Boote verfügten. Die meisten lebten von den Tieren, die an Land gespült worden waren, oder bei Ebbe auf dem Meeresboden und in den Prielen zurückgeblieben waren. Sie verwendeten Netze aus der Rinde der Dattelpalme, um die Fische zu fangen. Oft sollen an der Küste auch Wale gestrandet sein. Auch Krabben, Austern und Muscheln wurden gefangen.
Die kleineren Fische wurden meistens roh gegessen, die größeren zuerst in der Sonne getrocknet. Manchmal sollen sie auch in Öfen gebacken worden sein. Die Fische sollen oft auch mit Steinen und Walknochen zu Mehl gemahlen und dann zu Brot verarbeitet worden sein. Dem Vieh, das die Ichthyophagen hielten, Plutarch zufolge „wenige armselige Schafe“, wurden aufgrund des Fehlens von Gras und Weideflächen, auch Fisch zum Fraß gegeben, was dazu führte, dass auch ihr Fleisch nach Fisch schmeckte und ungenießbar gewesen sein soll.
Das natürliche Salz des Landes wurde zu Ölen verarbeitet.
Trinkwasser sollen die Menschen hauptsächlich aus dem Tau und dem wenigen Regenwasser, das sich auf den Dächern ihrer Hütten sammelte, gewonnen haben. Dieses Wasser war brackig und auch nicht ganz salzfrei. Auch Tiefe Brunnen, die minderwertiges Wasser zutage führten, wurden gegraben.
Einigen wenigen soll es gelungen sein, auf bestimmten Teilen des Landes etwas Getreide zu kultivieren, was Arrian zufolge von den Menschen als Abwechslung vom Fisch regelrecht genossen wurde.
Die Menschen lebten in Hütten, die aus Walknochen, Seetang und Muscheln gebaut wurden. Dabei lebten die wohlhabenderen Menschen in Hütten, deren Grundstruktur komplett aus dem Gerippe eines Wals bestand, wobei der Kiefer als Eingang diente.
Die Ichthyophagen fertigten Pfeile, Bögen und Speere aus Walknochen. Diese wurden mit Steinen gespitzt und im Feuer gehärtet.

### Sagen der Ichthyophagen
Die Ichthyophagen besaßen Arrian zufolge einen Mythos der besagte, dass es auf dem Meer eine Insel gebe, die Nosala heißt und der Sonne heilig ist. Die Erde auf der Insel ist blutrot. Die Insel ist unbewohnt, aber jeder, der so töricht ist, sie zu betreten, verschwindet.
Ein weiterer bei Arrian überlieferter Bericht erzählt von einer Neride, die alle, die die Insel betreten, zu Fischen verwandelte und anschließend ins Meer warf. Die Sonne soll darüber erzürnt gewesen sein und befahl ihr, die Insel zu verlassen, was diese unter der Bedingung, dass ihre Verzauberungen rückgängig gemacht wurden, tat. Die Sonne zeigte Mitleid mit den Menschen und verwandelte sie wieder zurück. Diese Menschen traten aus dem Meer empor und wurden zu jenen Ichthyophagen.

## Andere Ichthyophagenvölker
Herodot berichtet im ersten Buch seiner Historien von drei babylonischen Stämmen, die sich ausschließlich von Fisch ernähren und ihn auf ähnliche Weise wie die Ichthyophagen des arabischen Meeres in der Sonne dörrten, zerstampften und in Beuteln aus indischer Baumwolle aufbewahrten; zum Verzehr wurden sie zu Brei geknetet oder wie Brot gebacken. Diese Ichthyophagen waren jedoch keinesfalls solche armen und verwahrlosten Menschen wie die der Alexanderhistoriker.
Ebenfalls bei Herodot (III, 19) treten Ichthyophagen aus dem ägyptischen Elephantine auf, die Äthiopisch sprachen und von Kambyses II. als Gesandte getarnte Kundschafter an den äthiopischen Königshof geschickt wurden. Diese Ichthyophagen werden jedoch nur als Vermittler zwischen Kambyses und den Äthiopiern erwähnt und nicht weiter charakterisiert. Es ist wahrscheinlich, dass es sich lediglich um Fischer handelt, die auf der Insel Elephantine lebten und aufgrund der Nähe zum äthiopischen Reich der äthiopischen Sprache mächtig waren.
Pausanias und Ptolemaios berichten von Ichthyophagenvölkern am Roten Meer.

## Würdigung
Die Existenz solcher Völker wurde lange als Mythos abgetan, auch weil im Alexanderroman des Mittelalters diese Ichthyophagen als Menschen ohne Kopf und mit Augen und Mund auf der Brust auftreten.
Sir Richard Francis Burton berichtete jedoch im 19. Jahrhundert von solchen Ichthyophagen, die an der Küste Arabiens siedelten. Dies lässt auch den Schluss zu, dass es solche Ichthyophagen, wie sie von den Alexanderhistorikern beschrieben werden, zu jener Zeit tatsächlich gab.